# Економіка Албанії
Албанія — аграрно-індустріальна країна. Основні галузі економіки: харчова, текстильна та легка промисловість, нафтова, цементна, хімічна, гірнича, гідроенергетична. Близько 45 % національного прибутку створюється в промисловості і 33 % в сільському господарстві. Основний транспорт — автомобільний, залізничний, морський. Головні морські порти: Дуррес, Вльора, Саранда. Міжнародний аеропорт — в Тирані.

## ХХ століття

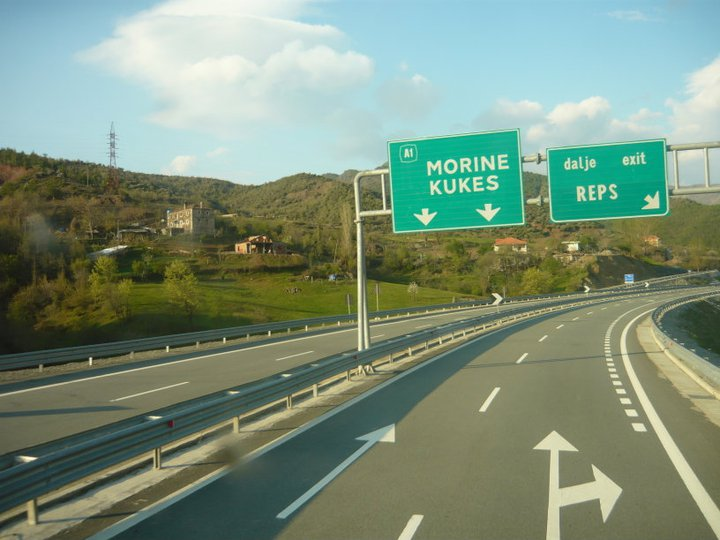
Дорога А1 на півночі Албанії

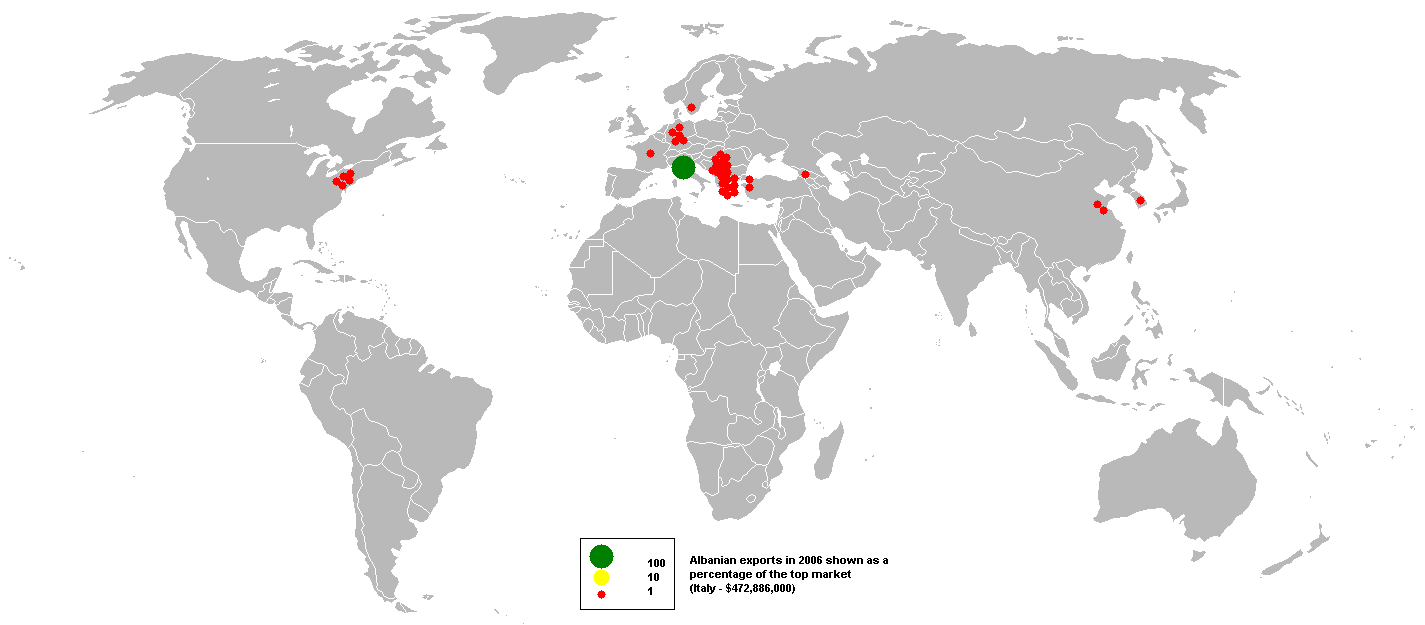
Албанський експорт у 2006

Внаслідок аграрної реформи (1945—1946) понад 70 тис. безземельних селян одержали 172 тис. га землі, 475 тис. оливкових дерев, багато с.-г. реманенту. Швидкими темпами розвивається кооперування с. г. В кін. 1958 було бл. 2000 с.-г. кооперативів, які об'єднували 63 % сел. дворів і 76 % посівних площ, 22 держ. господарства, 22 МТС. Посівна площа— 404,6 тис. га (1957). Значне місце займають сади, оливкові плантації та виноградники. Луки і пасовиська—30 % території А. Серед зернових провідні—пшениця і кукурудза. Важлива тех. культура—бавовник (бл. половини всієї площі тех. культур). Вирощують також тютюн, цукр. буряки та ін. Тваринництво дає 40 % усіх доходів с. г. Особливо розвинуте вівчарство. У 1957 налічувалось (в тис. голів): овець — 1612,1, кіз — 1029,3, великої рогатої худоби — 405,4, свиней —96,2.
Довоєнна А. не мала залізниць; з 1947 збудовано з-ці Дуррес—Тирана, Дуррес—Пекіні—Ельбасан. Головний вид транспорту— автодорожній (77 % всіх перевезень, 1957). Морський транспорт відіграє важливу роль у зовн.-економіч. зв'язках. Головні порти Дуррес і Вльора.
Основи національної промисловості закладені після 1949. У кінці 1980-х років на частку промислової продукції припадало біля половини валової вартості товарів і послуг в Албанії. Найважливіші галузі промисловості були пов'язані із видобутком і збагаченням хромових і мідних руд, перегонкою нафти, виробництвом електроенергії, машин і інш. У кінці 1980-х років частка продукції харчової і текстильної промисловості становила біля третини всієї промислової продукції країни. У 1990-х роках обробна промисловість переживала глибоку кризу. До 1992 її продукція скоротилася більш ніж на 50 %, а в 1996 становила всього 12 % ВВП. На початку XXI ст. албанська економіка, основою якої залишається сільське господарство, продовжує пошуки ефективних шляхів зростання. При цьому Албанія залежить значною мірою від допомоги донорських країн (головні донори — США, 25 % допомоги, Італія — 24 % і Німеччина — 8 %).
Особлива увага в роки комуністичного режиму приділялася розвитку гідроенергетики. У 1988 виробництво електроенергії досягло майже 4 млрд кВт·год, з них на частку ГЕС припадало 80 %. У 1990-х роках виробництво електроенергії скоротилося, стали звичайними перебої в енергопостачанні, але до 1995 воно було відновлене.
За даними [Index of Economic Freedom, The Heritage Foundation, U.S.A., 2001): ВВП — $ 2,6 млрд Темп зростання ВВП — 8 %. ВВП на душу населення — $ 795. Прямі закордонні інвестиції — $ 24 млн Імпорт — $ 1,07 млрд (г.ч. Італія — 43,4 %; Греція — 28,8 %; Туреччина — 3,9 %; Німеччина — 3,7 %). Експорт (сира нафта, бітум, хром, залізна руда, нікель, вугілля, мідний дріт, тютюн, фрукти, овочі, хромова руда, ферохром, сільськогосподарські продукти) — $ 348,5 млн (г.ч. Італія — 62,7 %; Греція — 12,5 %; Німеччина — 5,5 %; США — 1,2 %).

## Азартні ігри
Азартні ігри Албанії частково легальні й жорстко контролюються державою. Тривалий час азартні ігри було дозволено, але 2008 року їх було практично повністю заборонено до 2020-го, коли відбулося часткове послаблення щодо умов ліцензування казино. Щорічний оборот індустрії ставок Албанії оцінюють у 700 млн євро.